# Barrage de Tercan
Le barrage de Tercan est un barrage de Turquie, construit entre 1969 et 1998. La rivière émissaire du barrage (« rivière salée » en turc : Tuzla Çayı) passe à Tercan puis se jette dans l'Euphrate sur sa rive gauche après un cours de moins de 20 km en aval du barrage.

## Sources
- (tr + en) Agence gouvernementale turque des travaux hydrauliques